# Mistrzostwa Ibero-Amerykańskie w Lekkoatletyce 1983
1. Mistrzostwa Ibero-Amerykańskie w Lekkoatletyce – zawody lekkoatletyczne, które odbyły się w dniach 23-25 września 1983 w Barcelonie.

## Rezultaty

### Mężczyźni
| Konkurencja                   | 1. miejsce                                                                  | Wynik    | 2. miejsce                                                                        | Wynik    | 3. miejsce                                                                          | Wynik    |
| ----------------------------- | --------------------------------------------------------------------------- | -------- | --------------------------------------------------------------------------------- | -------- | ----------------------------------------------------------------------------------- | -------- |
| Bieg na 100 m                 | José Isalgué                                                                | 10,46    | Nelson dos Santos                                                                 | 10,54    | Ángel Heras                                                                         | 10,65    |
| Bieg na 200 m                 | Tomás González                                                              | 20,91    | Ángel Heras                                                                       | 21,09    | Evaldo Rosa                                                                         | 21,56    |
| Bieg na 400 m                 | Lázaro Martínez                                                             | 46,37    | Sérgio Menezes                                                                    | 47,28    | Isidoro Hornillos                                                                   | 48,12    |
| Bieg na 800 m                 | José Luis González                                                          | 1:49,11  | Carlos Cabral                                                                     | 1:49,32  | José Luíz Barbosa                                                                   | 1:50,02  |
| Bieg na 1500 m                | José Manuel Abascal                                                         | 3:51,66  | Hélder de Jesus                                                                   | 3:54,49  | Hugo Allan García                                                                   | 4:05,93  |
| Bieg na 5000 m                | Silvio Salazar                                                              | 13:52,19 | Ezequiel Canário                                                                  | 13:59,68 | Cándido Alario                                                                      | 14:24,85 |
| Bieg na 10 000 m              | Antonio Prieto                                                              | 28:58,19 | Fernando Miguel                                                                   | 30:58,12 | William Aguirre                                                                     | 32:02,42 |
| Maraton                       | Roberto García                                                              | 2:24:32  | Oscar Santos                                                                      | 2:33:41  | Carlos Orué                                                                         | 2:38:49  |
| Bieg na 3000 m z przeszkodami | Domingo Ramón                                                               | 8:27,20  | Emilio Ulloa                                                                      | 8:37,36  | Adauto Domingues                                                                    | 8:40,17  |
| Bieg na 110 m przez płotki    | Ángel Bueno                                                                 | 13,81    | Wellington Araújo                                                                 | 14,33    | Rodrigo Casar                                                                       | 14,35    |
| Bieg na 400 m przez płotki    | José Alonso                                                                 | 50,00    | Frank Montiéh                                                                     | 50,81    | Ricardo Biojo                                                                       | 52,95    |
| Sztafeta 4 × 100 m            | Hiszpania Juan José Prado · Juan Tolrá · Ángel Heras · Florencio Gascón     | 40,40    | Kuba José Luis Isalgue · Ángel Bueno · Jaime Jefferson · Tomás González           | 40,45    | Brazylia José Luíz Barbosa · Nelson dos Santos · Sérgio Menezes · Wellington Araújo | 41,00    |
| Sztafeta 4 × 400 m            | Kuba Tomás González · Lázaro Martínez · Frank Montiéh · Julio Osvaldo Prado | 3:07,05  | Brazylia Evaldo da Silva · José Luíz Barbosa · Nelson dos Santos · Sérgio Menezes | 3:07,62  | Hiszpania Manuel González · Benjamín González · José Alonso · Ángel Heras           | 3:08,17  |
| Chód na 20 km                 | Héctor Moreno                                                               | 1:31:02  | José Pinto                                                                        | 1:31:03  | Santiago Fonseca                                                                    | 1:34:19  |
| Skok wzwyż                    | Jorge Alfaro                                                                | 2,20     | Roberto Cabrejas                                                                  | 2,16     | Vítor Mendes                                                                        | 2,12     |
| Skok o tyczce                 | Alberto Ruiz                                                                | 5,20     | Manuel Miguel                                                                     | 4,50     | Claudio Escauriza                                                                   | 4,30     |
| Skok w dal                    | Jaime Jefferson                                                             | 7,93     | Antonio Corgos                                                                    | 7,90     | António Vermelhudo                                                                  | 7,07     |
| Trójskok                      | Lázaro Betancourt                                                           | 16,04    | Alberto Santamaría                                                                | 15,77    | Luís Azevedo                                                                        | 15,51    |
| Pchnięcie kulą                | Luis Delís                                                                  | 18,69    | Martín Vara                                                                       | 17,19    | Gerardo Carucci                                                                     | 16,17    |
| Rzut dyskiem                  | Luis Delís                                                                  | 65,24    | Sinesio Garrachón                                                                 | 55,88    | José Carlos Jacques                                                                 | 51,74    |
| Rzut młotem                   | Raúl Jimeno                                                                 | 69,36    | Genovevo Morejón                                                                  | 65,28    | Daniel Gómez                                                                        | 55,78    |
| Rzut oszczepem                | Angel Garmendia                                                             | 72,00    | Carlos Cunha                                                                      | 69,94    | Juan Rosell                                                                         | 68,46    |

### Kobiety
| Konkurencja                | 1. miejsce                                                                           | Wynik   | 2. miejsce                                                                | Wynik   | 3. miejsce                 | Wynik   |
| -------------------------- | ------------------------------------------------------------------------------------ | ------- | ------------------------------------------------------------------------- | ------- | -------------------------- | ------- |
| Bieg na 100 m              | Esmeralda de Jesus Garcia                                                            | 11,67   | Luisa Ferrer                                                              | 11,74   | Lourdes Valdor             | 12,07   |
| Bieg na 200 m              | Luisa Ferrer                                                                         | 23,84   | Virgínia Gomes                                                            | 24,59   | Adriana Pero               | 24,79   |
| Bieg na 400 m              | Ana Fidelia Quirot                                                                   | 52,08   | Gregoria Ferrer                                                           | 56,98   | N/A                        | N/A     |
| Bieg na 800 m              | Nery McKeen                                                                          | 2:03,07 | Alejandra Ramos                                                           | 2:03,17 | Maite Zúñiga               | 2:05,41 |
| Bieg na 1500 m             | Aurora Cunha                                                                         | 4:15,55 | Alejandra Ramos                                                           | 4:16,33 | Gloria Pallé               | 4:17,66 |
| Bieg na 3000 m             | Aurora Cunha                                                                         | 9:14,10 | Pilar Fernández                                                           | 9:26,59 | Fabiola Rueda              | 9:27,84 |
| Bieg na 100 m przez płotki | Elida Aveillé                                                                        | 13,29   | Beatriz Capotosto                                                         | 13,52   | Maria José Martínez-Patiño | 13,93   |
| Bieg na 400 m przez płotki | Conceição Geremias                                                                   | 58,74   | Rosa Colorado                                                             | 59,97   | Alma Vázquez               | 1:01,90 |
| Sztafeta 4 × 100 m         | Hiszpania Angela Dominguez · Elena Guisasola · Teresa Rioné · Lourdes Valdor         | 47,26   | Portugalia Ana Oliveira · Vera Lisa · Conceição Alves · Virginia Gomes    | 49,81   | N/A                        | N/A     |
| Sztafeta 4 × 400 m         | Kuba Ana Fidelia Quirot · Mercedes Ileana Alvarez · Nery McKeen · Victoria Despaigne | 3:38,94 | Hiszpania Gregoria Ferrer · Esther Lahoz · Blanca Lacambra · Maite Zúñiga | 3:41,30 | N/A                        | N/A     |
| Skok wzwyż                 | Orlane dos Santos                                                                    | 1,80    | Isabel Mozún                                                              | 1,75    | Victoria Despaigne         | 1,75    |
| Skok w dal                 | Eloína Echevarría                                                                    | 6,49    | Ana Oliveira                                                              | 6,13    | Estrella Roldán            | 6,02    |
| Pchnięcie kulą             | Maritza Martén                                                                       | 14,78   | Marinalva dos Santos                                                      | 14,74   | Adília Silvério            | 13,34   |
| Rzut dyskiem               | Maritza Martén                                                                       | 58,76   | Odete Domingos                                                            | 46,98   | Ángeles Barreiro           | 46,74   |
| Rzut oszczepem             | María Colón                                                                          | 57,60   | Teresinha Vaz                                                             | 47,56   | Aurora Moreno              | 44,74   |

## Klasyfikacja medalowa
*   Gospodarz ( Hiszpania)
| Miejsce | Reprezentacja | Złoto | Srebro | Brąz | Razem |
| ------- | ------------- | ----- | ------ | ---- | ----- |
| 1       | Kuba          | 19    | 4      | 1    | 24    |
| 2       | Hiszpania*    | 10    | 11     | 12   | 33    |
| 3       | Brazylia      | 3     | 6      | 5    | 14    |
| 4       | Portugalia    | 2     | 12     | 4    | 18    |
| 5       | Kolumbia      | 2     | 0      | 2    | 4     |
| 6       | Argentyna     | 1     | 1      | 4    | 6     |
| 7       | Chile         | 0     | 3      | 0    | 3     |
| 8       | Meksyk        | 0     | 0      | 2    | 2     |
| 9       | Honduras      | 0     | 0      | 1    | 1     |
| 9       | Gwatemala     | 0     | 0      | 1    | 1     |
| 9       | Paragwaj      | 0     | 0      | 1    | 1     |
| 9       | Nikaragua     | 0     | 0      | 1    | 1     |
| Razem   | Razem         | 37    | 37     | 34   | 108   |